# Lacerta cappadocica
Lacerta cappadocica este o specie de șopârle din genul Lacerta, familia Lacertidae, ordinul Squamata, descrisă de Yehudah L. Werner în anul 1902. A fost clasificată de IUCN ca specie cu risc scăzut.

## Subspecii
Această specie cuprinde următoarele subspecii:
- L. c. cappadocica
- L. c. muhtari
- L. c. schmidtlerorum
- L. c. urmiana
- L. c. wolteri